# SHOUTcast
SHOUTcast es una tecnología de streaming de audio freeware, desarrollada por Nullsoft. SHOUTcast utiliza la codificación MP3 o AAC de contenido de audio y http (Hyper Text Transfer Protocol) como protocolo (también se puede utilizar multicast) para transmitir radio por internet.

## Radio por internet
A diferencia de muchos sitios que solo ofrecen radio por internet, SHOUTcast fomenta la creación por parte de sus usuarios de nuevos servidores de radio por internet gracias al software para servidores provisto por ellos. El formato de salida es leído por múltiples programas cliente, incluyendo los productos Nullsoft Winamp, Apple iTunes, HTML5 y Windows Media Player (solo versiones desde la 9) y puede ser integrado a la web a través de Flash. Con este software, cualquier usuario puede crear y adaptar un servidor para sus propias necesidades. Por ejemplo, radios que solo se utilizan en redes locales y consumen ancho de banda interno pero no el acceso a internet, pueden servir para realizar economías en la factura de comunicaciones para empresas y organismos diversos.
Esta tecnología requiere que sea el propio usuario el que proporcione el ancho de banda necesario para alimentar las peticiones de los usuarios, lo que implica que si se quiere enviar un stream de alta calidad, se tenga que considerar una conexión ADSL o superior, pues en el caso de transmisiones en MP3, a 128 Kbps, cada usuario conectado consume precisamente ese ancho de banda del servidor de origen, así pues, si se tienen 10 usuarios a esa tasa de transferencia, se necesitará una capacidad de envío de 1280 Kbps (poco más de un Megabit). No obstante empresas ofrecían el servicio de repetición con lo que el emisor no necesitaba un gran ancho de banda. Recientemente, el formato AAC+ ha resuelto el dilema, permitiendo enviar transmisiones de 32 Kbps casi con la misma calidad de una transmisión a 128 Kbps en MP3, y por lo mismo es una solución que muchas estaciones de radio están escogiendo para ahorrar costos.
Cuando un usuario baja, instala y opera los códecs necesarios para iniciar un streaming, también es añadido al catálogo de SHOUTcast, que contiene cerca de 9.000 servidores de radio por internet, clasificados por género, por ancho de banda de sus transmisiones y por el número de usuarios que la escuchan y que pueden servir al mismo tiempo. En el catálogo también las estaciones de radio están ordenadas por géneros musicales ya sea como Talk Shows, rock, latino, etc.

## Tecnología
El sistema funciona de la siguiente manera:
Cuando un usuario abre una página cuyo documento HTML, PHP o JAVA contiene el servicio de conexión IP:PUERTO que esté conectado al servicio de SHOUTcast éste hace una petición al servicio DNS que lo enlaza a los servidores que se encuentran regularmente en tres ciudades de Texas. Una vez que la petición está realizada y el código es autentificado se genera un enlace de respuesta al solictante y envía paquetes no cifrados de 32 bits y de 128 para modelos de seguridad para uso gubernamental.
El sistema puede ser contabilizado por número de nodos y no por número de oyentes, cada nodo puede ser un enlace ADSL, T1, T2 y DialUp, y este nodo puede contener tantos clientes (usuarios en red) como se deseen, pero la contabilización se limita a un nodo sin importar los oyentes reales en línea, los oyentes por enlaces inalámbricos por cuestiones de banda limitada no pueden ser detectados, o sea que si hay un nodo el cual solo contiene clientes en enlace inalámbrico WIFI éstos no pueden ser detectados por esta tecnología.

## Venta de Winamp y SHOUTcast
A finales del año 2013 (noviembre) la página oficial de Winamp, reproductor multimedia que ofrece este servicio de radio en línea, mostró un mensaje en el que indicaba el fin de Winamp el 20 de diciembre de 2013 junto con los demás servicios que ofrecía, entre los cuales esta SHOUTcast. Este aviso ocasionó ofertas de compra del servicio a su propietario AOL quien finalmente cierra un acuerdo con la startup belga Radionomy por un monto aproximado entre 5 y 10 millones de dólares y una participación accionaria para AOL sobre el 12% de Radionomy durante los primeros días de enero de 2014. Actualmente el anuncio de cierre ha sido eliminado del sitio oficial y el servicio continúa funcionado normalmente, ahora bajo una nueva administración.